# Donato Bilancia
Donato "Walter" Bilancia (10 de Julho de 1951 - 17 de Dezembro de 2020) foi um assassino em série que matou 17 pessoas - nove mulheres e 8 homens - na Riviera Italiana nos sete meses desde Outubro de 1997 até Maio de 1998. Foi sentenciado a 13 prisões perpétuas, sem possibilidade de libertação. Morreu de COVID-19 no dia 17 de Dezembro de 2020 na prisão de Due Palazzi, em Pádua.

## História
Bilancia nasceu em Potenza, no sul de Itália, em 1951. Quando tinha cerca de 5 anos, a sua família mudou-se para o norte de Itália, primeiro para Piedmont e depois para Genoa, na região de Liguria. Urinou na cama até os 10 ou 12 anos, e a sua mãe envergonhou-o colocando o seu colchão molhado na varanda onde podia ser visto pelos vizinhos. Quando lhe vestia o pijama para a cama, a sua tia envergonhava-o tirando a sua roupa interior em frente aos primos para mostrar o seu pénis pouco desenvolvido. Aos 14 anos, decidiu passar a chamar-se Walter. Deixou a escola e trabalhou em vários sítios como mecânico, empregado de bar, pasteleiro e estafeta.

## Primeiros crimes
Enquanto ainda era menor de idade, foi preso e libertado por roubar o motor de uma scooter e por roubar uma carga de caminhão com doces de Natal. Em 1974 foi preso por ter uma arma ilegal. Num determinado momento, foi colocado no departamento psiquiátrico do Hospital Geral de Genoa, mas escapou. Quando foi apanhado, passou 18 meses na prisão por roubo. Cumpriu várias penas por roubo e posse de arma, em Itália e em França. Apesar do seu historial de problemas psiquiátricos, até aos 47 anos, não tinha indícios de violência.

## Os assassinatos
Bilancia era um jogador compulsivo que vivia sozinho. O seu primeiro assassinato foi em Outubro de 1997 em que estrangulou um amigo que o traiu ao atrai-lo para um jogo de cartas, no qual perdeu £185000 (cerca de $267000). As autoridades originalmente pensou que a sua morte se devia a um ataque cardíaco. Os dois assassinatos seguintes de Bilancia foram ao operador do jogo, por vingança, e a sua esposa. Esvaziou o seu cofre depois. Bilancia mais tarde disse que estes primeiros assassinatos deram-lhe um gosto pela morte. Em todos os assassinatos, ele levava um revolver de calibre .38 carregado com munições wad cutter. Nunca teve intenção de esconder os corpos.
Nesse mesmo mês, seguiu um joalheiro até casa para o roubar, depois disparou sob ele e a sua esposa quando começou a gritar. Esvaziou o cofre.
Depois roubou e assassinou um trocador de dinheiro. Dois meses depois, matou um vigilante noturno que fazia as suas rondas, simplesmente porque não gostava de vigilantes noturnos. Matou uma prostituta albanesa e uma prostituta russa. Um segundo trocador de dinheiro foi morto de seguida, com múltiplos tiros e cofre esvaziado.
Em Março de 1998, enquanto recebia sexo oral de uma prostituta sob ameaça de arma, disparou e matou dois vigilantes noturnos que interromperam, depois disparou na prostituta e sob uma outra prostituta ucraniana, roubando e assaltando uma prostituta italiana sem a matar.
A 12 de Abril de 1998 entrou num comboio de Genoa para Venice porque "queria matar uma mulher". Localizando uma jovem mulher a viajar sozinha, seguiu-a até à casa de banho, arrombou a porta com uma chave mestra, disparou na sua cabeça e roubou o bilhete de comboio. Seis dias depois, entrou no comboio para San Remo e seguiu outra jovem mulher para a casa de banho. Usou a sua chave para entrar, depois usou o seu casaco com silenciador e disparou atrás da orelha. Entusiasmado pela sua roupa interior preta, masturbou-se e usou as suas roupas para se limpar. As mortes de duas mulheres "respeitáveis" criou uma revolta pública e a criação de uma força policial.
Na sua última morte antes da sua prisão, Bilancia matou um funcionário de uma estação de serviço depois de encher o depósito, depois tirou as receitas do dia, cerca de 2 milhões de liras (cerca de $1000).

## Prisão
Baseado na descrição do Mercedes preto no qual uma das suas vítimas prostitutas tinha entrado, na noite em que morreu, a polícia considerou Bilancia o suspeito número um e seguiu-o durante dez dias. Recolheram o seu ADN de beatas de cigarro e caneca de café, coincidindo com o ADN encontrados nas cenas dos crimes. A 6 de Maio de 1998 foi preso na sua casa em Genoa e o seu revolver apreendido. Depois de 8 dias sob custódia da polícia confessou, falando durante duas horas e desenhando 17 diagramas.

## Sentença
A 12 de Abril de 2000, depois de um julgamento de 11 meses, Bilancia foi condenado a 13 prisões perpétuas e um adicional de 20 anos de prisão pela tentativa de assassinato de uma prostituta que sobreviveu. O juiz ordenou que nunca fosse libertado.

## Morte
Donato Bilancia morreu de COVID-19 no dia 17 de Dezembro de 2020 na prisão de Due Palazzi, em Pádua.